# Памятник Петру Столыпину (Москва)
Па́мятник Столы́пину в Москве́ — бронзовая скульптура на постаменте в центре Москвы в память о государственном деятеле Российской империи Петре Столыпине. Установлен 27 декабря 2012 года у Дома Правительства Российской Федерации на пересечении улиц Новый Арбат и Конюшковской в связи со 150-летием со дня рождения Столыпина.

## История
В 2002 году комиссия по монументальному искусству при Московской городской думе рассматривала возможность установки памятника Столыпину, однако эксперты сочли, что одного памятника реформатору в Санкт-Петербурге достаточно. Вместо этого в Москве было решено поставить памятник Хансу Кристиану Андерсену, который так и не был установлен из-за кризиса.
В октябре 2010 года был образован оргкомитет по подготовке к празднованию 150-летия со дня рождения Столыпина. В его состав вошли представители правительства, Госдумы, администрации президента России, федеральных и региональных органов власти.
В марте 2011 года комиссия по монументальному искусству единогласно одобрила идею установки памятника реформатору Петру Столыпину в Москве, без определения источников финансирования проекта. Решение об установке памятника было утверждено мэром Москвы С. Собяниным 2 июня 2011 года.
В творческом состязании под патронажем Минкульта участвовали 35 проектов скульпторов из Москвы, Санкт-Петербурга, Саратова и Златоуста. Однако приз за первое место и право создания монумента Петру Столыпину досталось коллективу молодых скульпторов во главе с Антоном Плохоцким (кроме него, в коллектив входят его брат Михаил Плохоцкий, а также скульпторы Константин Филиппов и Владимир Олейников). Позднее в коллектив были включены народный художник России скульптор Салават Щербаков, заслуженный архитектор России Игорь Воскресенский, заслуженные художники России Константин Зубрилин и Николай Сидоров, выпускники Российской академии живописи, ваяния и зодчества Ильи Глазунова Ярослав Бородин, Андрей Коробцов.

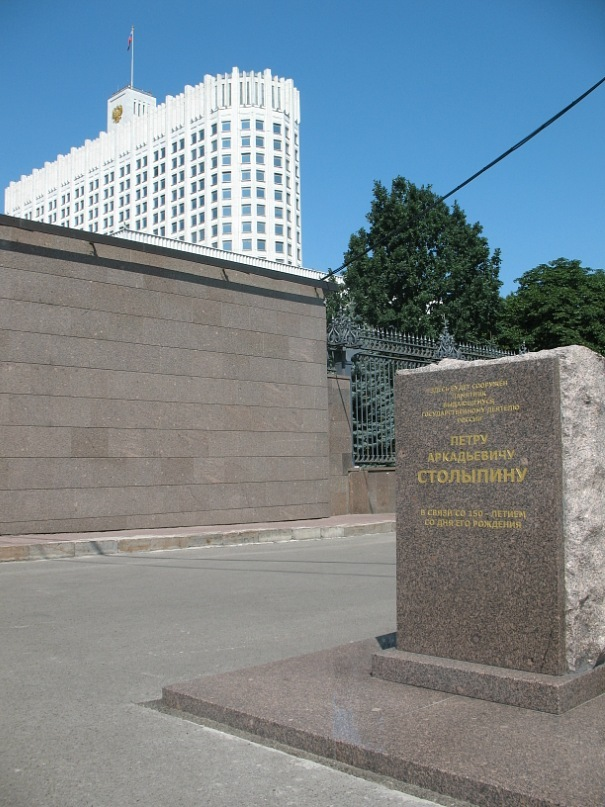
Камень на месте будущего памятника государственному деятелю П. А. Столыпину у Дома правительства РФ в Москве через несколько дней после его установки, лето 2011 года

По изначальным данным правительства Москвы, памятник должен был быть установлен у Белого дома вблизи контрольно-пропускного пункта, расположенного со стороны улицы Конюшковской «с раскрытием композиции в сторону площади Свободной России».
В районе расположения будущего памятника был установлен закладной гранитный камень с информацией о том, что здесь в скором времени «будет сооружен памятник выдающемуся государственному деятелю Петру Аркадьевичу Столыпину в связи со 150-летием со дня его рождения». Камень установлен 13 июля 2011 года при участии Владимира Путина. В тот же день премьер-министр России В. Путин предложил членам правительства пожертвовать личные средства на строительство памятника Петру Столыпину и подал первым личный пример, переведя в фонд одну свою месячную зарплату. По поручению Владимира Путина Сбербанк открыл счёт для сбора средств на памятник Петру Столыпину. Первым из российских министров, по примеру Путина, перевёл свою заработную плату за июль в размере 172 тысячи 84 рубля в фонд сооружения памятника министр финансов Алексей Кудрин.

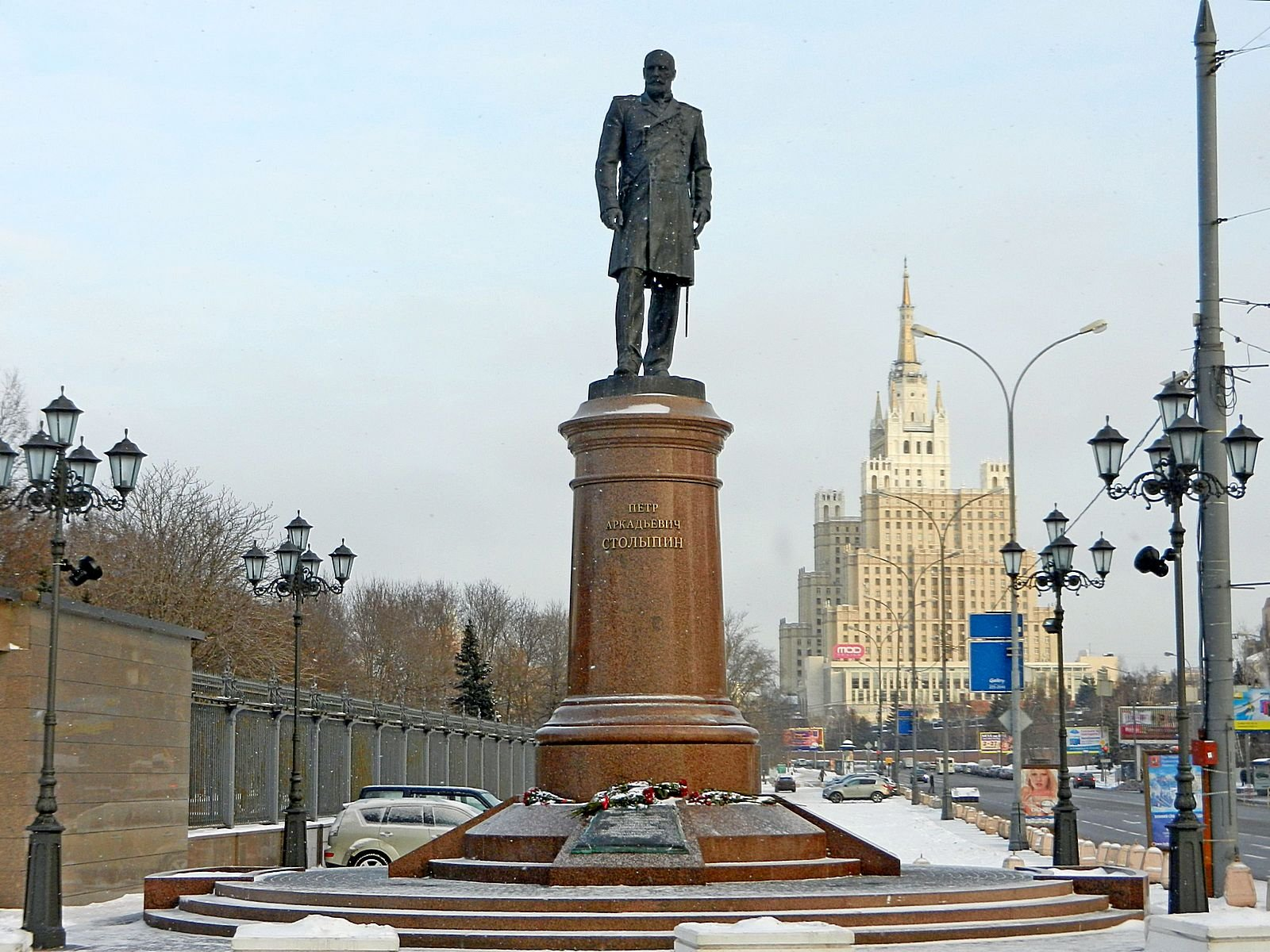
памятник зимой 2012 года

К концу 2011 года было собрано 12 млн рублей. По сообщениям газеты «Смена», многие предприниматели и организации, говорившие о необходимости установки памятника, за редкими исключениями ощутимых средств не предоставили. При этом много средств было получено от простых граждан. Переводились даже небольшие суммы в размере 500 рублей из деревень со всей России от Калининграда до Камчатки.
Весной 2012 года появились сообщения, что место установки памятника будет перенесено на несколько сотен метров и монумент предлагается расположить на площади Свободной России.
К апрелю 2012 года, когда планировалось открытие памятника, отмечалось, что для завершения работ не хватало около 4 млн рублей. В результате дату открытия перенесли.
Открытие памятника Столыпину состоялось 27 декабря 2012 года и было приурочено к 150-летию со дня рождения государственного деятеля.

## Примечание
1. 1 2  В Москве установят памятник Столыпину // Лента.ру. — 16 марта 2011 года. Дата обращения: 30 октября 2011. Архивировано 18 июля 2011 года.
2. 1 2 3  Премьер-министр заложил камень в основание памятника Столыпину // «С уважением к памяти» № 8 (36), август 2011 г. Дата обращения: 30 октября 2011. Архивировано 4 января 2017 года.
3. 1 2  Памятник Столыпину в Москве поставят у Белого дома в 2012 году // Интерфакс.— 2 июня 2011 года. Дата обращения: 30 октября 2011. Архивировано 7 июня 2011 года.
4. ↑  Москве выбрали Столыпина — Известия. Дата обращения: 17 июня 2012. Архивировано 15 апреля 2012 года.
5. ↑  ВЗГЛЯД / Путин и Медведев возложили цветы к памятнику Столыпина. Дата обращения: 29 мая 2013. Архивировано 3 февраля 2013 года.
6. ↑  Заславский Г. Памятнику Столыпину не везет. // Вести FM. 3 мая 2011 года.
7. ↑  Путин заложит камень в основание памятника Столыпину // Комсомольская правда. 13 июня 2011 года. Дата обращения: 30 октября 2011. Архивировано 4 марта 2016 года.
8. ↑  Путин предложил министрам скинуться на памятник Столыпину // Лента.ру. — 13 июня 2011 года. Дата обращения: 30 октября 2011. Архивировано 17 августа 2011 года.
9. ↑  Церетели исполнил мечту президента о памятнике Столыпину. Ульяновская правда. 4 сентября 2021. Дата обращения: 16 сентября 2012. {{cite news}}: Неизвестный параметр |description= игнорируется (справка)Википедия:Обслуживание CS1 (url-status) (ссылка)
10. 1 2  Памятник к 150-летию Петра Столыпина установить не получилось. tv100.ru. 2012-04-2012. Архивировано 2012-04-26. Дата обращения: 2012-09-16. {{cite news}}: Проверьте значение даты: |date= (справка); Неизвестный параметр |description= игнорируется (справка)
11. ↑  Памятник Столыпину перемещают от Белого дома. Известия. Архивировано 4 апреля 2012. Дата обращения: 17 июня 2012. {{cite news}}: Неизвестный параметр |description= игнорируется (справка)
12. ↑  В Москве установили памятник Петру Столыпину. РосБизнесКонсалтинг (27 декабря 2012). Дата обращения: 27 декабря 2012. Архивировано из оригинала 31 декабря 2012 года.